# Тарада, Юрий Григорьевич
Юрий Григорьевич Тарада (18 мая 1924, Ейск, Кубано-Черноморская область — 9 апреля 1995, Ейск, Краснодарский край) — советский журналист, заслуженный работник культуры РСФСР, член Союза Журналистов СССР, главный редактор газеты «Приазовские степи», а также редактор многих других изданий. Участник Великой Отечественной войны.
Редактор газеты Юрий Тарада нередко печатался под псевдонимом Юрий Соколин.

## Биография
Родился 18 мая 1924 года в городе Ейск Ейского района Краснодарского края, в семье рабочего-сапожника. Окончил Тарада среднюю школу № 4 (ныне СОШ № 2).
К концу марта 1942 года военный отдел горкома КПСС направил Юрия, в возрасте семнадцати лет, военным руководителям акушерско-сестринской школы своего родного города. Участвовал в Великой Отечественной войне. С июня 1942 года воевал на Северо-Кавказском фронте. Первым местом службы Тарады Ю. Г. был учебный батальон 339-й стрелковой дивизии 56-й армии. С июля по сентябрь 1943 года воевал в должности заместителя политрука роты 1133-го стрелкового полка данной дивизии. Был участником боев за высоту в предгорьях Кавказа в районе станицы Холмской, где получил тяжёлое ранение в руку и контузию. Юрий всегда считал луну предательницей, так как после выполнения боевой задачи в кромешной ночи, а именно уничтожение станкового пулемёта гранатами, при отступлении, луна осветила его и враг открыл миномётный огонь. После лечения в медицинском госпитале, в 1943 году вернулся обратно. За успешное выполнения боевой задачи, Юрий был награждён медалью «За Отвагу».
После тяжелого недуга, когда здоровье Тарады улучшилось, стал признанным вожаком ейских комсомольцев.
С мая по декабрь 1943 года работал начальником военно-морского клуба городского совета Осоавиахима. С 1943 года по 1951 года находился на комсомольской работе. Первые четыре года проработал в должности первого секретаря ГК ВЛКСМ, а с 1947-го по 1949-й год обучался в двухгодичной партийной школе курортного города Геленджик. По окончании школьной учёбы занимал должность секретаря партийной организации завода минеральных и комбинированных кормов в Ейске. С января 1951 года Юрий Григорьевич работал заведующим отделом пропаганды и агитации Ейского райкома КПСС, а после объединения города и района — заместителем заведующего отделом пропаганды и агитации горкома КПСС.
По рекомендации Ейского горкома партии с ноября 1954 года по апрель 1959 год Тарада Ю. Г. возглавлял старейшую на Кубани газету под названием «Ейская правда». С 1959 года по 1962 год работал в должности секретаря Ейского горкома КПСС. В этот же период закончил заочную Высшую партийную школу при ЦК КПСС.
С 1962 года по 1981 год являлся главным редактором газеты «Приазовские степи».
По ходатайству Ю. Г. Тарады было принято решение об установке бронекатера «Ейский патриот» на постамент города Ейск. Своё место и дату у основания Ейской косы бронекатер занял 8-го мая 1975 года.
Ушёл из жизни 9 апреля 1995 года в Ейске, в возрасте 70-ти лет.

## Личная жизнь
Юрий Григорьевич всю жизнь прожил со своей единственной супругой, с Ниной Ивановной Тарада. У Юрия два сына: Валерий и Александр, трое внуков, шестеро правнуков.

## Звания и награды
- Заслуженный работник культуры РСФСР
- Почётный гражданин Ейска[5]
- Член Союза Журналистов СССР
- Орден «Знак Почета»[1]
- Медаль «За отвагу»[1]
- Медаль «За оборону Кавказа»[1]
- Медаль «За победу над Германией в Великой Отечественной войне 1941—1945 гг.»[1]

## Память

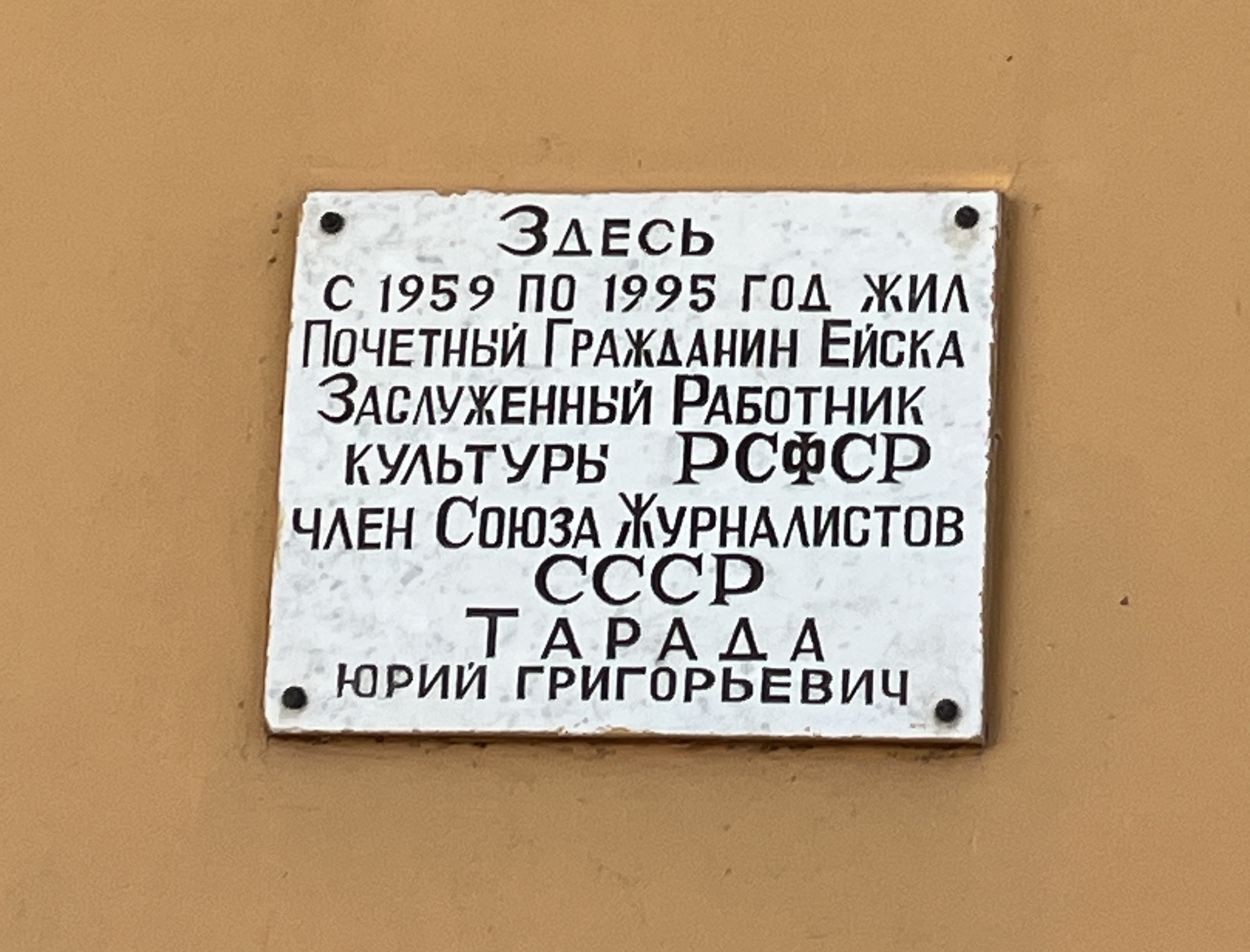
Мемориальная доска на доме, где жил Тарада Ю. Г.

- На доме, в котором жил Ю. Г. Тарада, в 1996 году установлена мемориальная доска.

## Издания
- Дон.— Изд-во «Молот», 1983.— 558с.